# マイク・ベアード
マイク・ベアード（Mike Baird、1951年5月18日 - ）は、アメリカ、カリフォルニア州サウスゲイト出身のドラマー。
セッションドラマーとして、ミッシェル・ポルナレフ、ビリー・アイドル、ダリル・ホール&ジョン・オーツ、ケニー・ロギンス、リヴァードッグス、アニモーション、松任谷由実、浜田省吾など、数多くのアーティストと共演している。また、ロックバンド・ジャーニーのコンサートツアー・サポートメンバーの一人。アルバム「Raised On Radio〜時を駆けて」(1986年)と連動のコンサートツアーに、ドラマーとして参加した。
| スタブアイコン | サブスタブ | この項目は、まだ閲覧者の調べものの参照としては役立たない、音楽関係者（バンド等）に関連した書きかけの項目です。この項目を加筆・訂正などしてくださる協力者を求めています（P:音楽/PJ:芸能人）。 |